# Arling & Cameron
Arling & Cameron was een Nederlandse band die (voornamelijk Engelstalige) synthesizerpop maakt. Ook maakte de band een album met filmmuziek voor niet-bestaande B-films. Arling & Cameron was vooral in Japan en de VS populair. Ook in Nederland hadden ze succes met hun Easy Tune platen en in 2001 kregen ze de Popprijs voor hun album 'Music for Imaginary Films'.
Het duo bestond uit wijlen Gerry Arling, in en rond de stad Groningen actief in de popmuziek (samen met zijn drummende broer Harry Arling) en conceptual artist Richard Cameron, die eerder ook al in verschillende Groninger bands actief was.

## Geschiedenis
In 1992 verliet Cameron Groningen en vestigde zich in Amsterdam. Van hieruit begon hij met V.O.L.V.O., ofwel "Vereniging onder leiding van onszelf".
Begin 1995 richtten Arling, Cameron en De Clerq het trio Popcorn op. Ze organiseerden feesten onder de naam Easy Tune feesten. Daarom brachten Arling & Cameron een aantal mini-cd's uit en met Karin Ras vormde Cameron een dj-duo, Mr & Mrs Cameron.
Samen met de Easy Aloha's kwamen ze met de single "Aloha" in de Nederlandse Top 40. Hun eerder uitgegeven mini-cd's werden als cd uitgebracht onder de titel "The best of Easy Tune". Easy Tune sloeg ook aan in Japan en ze brachten verschillende bezoeken aan dit land.
Tussen 1999 en 2001 brachten ze 3 albums uit bij het Amerikaanse Emperor Norton Records.
Eind 2001 kreeg Richard Cameron een ongeluk in Spanje tijdens een tournee. De optredens moesten daarom gestopt worden. Het gevolg is dat Arling & Cameron eind maart 2002 besloot niet meer op te treden.
Ze werkten vanaf 2002 samen aan verschillende soundtracks voor bioscoopfilms, o.a. Oesters van Nam Kee, Phileine zegt sorry, Das Jahr der ersten Küsse, Boys & Girls guide to getting down en "HSW". Ook schreven ze library music voor TV shows als Sciography en de Sony Playstation game Hot Shot Golf.
In 2006 brachten ze het album Hi Fi Underground uit.
In april 2015 brachten ze album GOOD TIMES uit, een album met moderne pop-, elektro- en rap-invloeden. Daarop zijn o.a. Princess Superstar, FERAL is KINKY, Faberyayo, Merante Tamar en Nina Hagen te horen als gasten.

## Nederlandse discografie

### V.O.L.V.O.
- 12" Airbag, 1994
- 2 cd, Airbag-a tribute to safety, 1994

### Richard Cameron
- cd-single, Rock step/Indian step
- cd-single, One 61 beatguitar (extended)/One 61 beatguitar/Groove dub
- cd-single, What's happening/We love
- cd, "back", 2004

### Juan Wells
- cd-single, Merry Christmas

### PopCorn
- cd-single, Tap-Moi-La!, 1996
- cd, StereoShowCase, 1996

### The Easy Aloha's
- cd-single, "aloha", 1996
- cd-single, Do the Aloha, 1996

### Arling & Cameron
- cd/lp, The best of the easy tune, 1996
- cd-single, I love Europe, 1996
- cd/lp, All in, 1997
- cd-single, We love dancing, 1997
- cd-single/12", Voulez Vous?, 1997
- cd single, Talking, talking, talking, 1997
- cd, Soundshopping (met Joost Swart), 1998
- cd-single, Speeding down the highway, 1998
- cd-single, W.E.E.K.E.N.D (radio edit)/Let's get higher (radio edit)/Let's get higher (malibu remix)/Hashi., 2000
- cd/lp, Music for Imaginary Films, 2000 albumcover
- 2-cd-single, Dirty Robot/We are A&C, 2001
- cd, We are A&C, 2001
- cd-single, 5th Dimension (radio master)/ 5th Dimension –A&C remix/2 colors, 2001
- cd, Hi-Fi Underground, 2006
- cd-single "games" (includes remixes of "shake it" by a.o. dj'sarenotrockstars and DJ extended mixes of "shake it", "popcorn 2006" and "I don't need it")
- cd, "Best of Arling & Cameron", 3 cd box (a selection of 55 re-mastered tracks released between 1994 and 2002)
- cd, "GOOD TIMES" (12 track album)